# پورامکومبورا
پورامکومبورا (به لاتین: Puraamkumbura) یک منطقهٔ مسکونی در سری‌لانکا است که در استان مرکزی (سری‌لانکا) واقع شده‌است.